# Jo Bun-hui
Jo Bun-hui (* 29. November 1979) ist eine nordkoreanische Marathonläuferin.
2001 und 2002 wurde sie Dritte beim Pjöngjang-Marathon, 2002 Achte beim Peking-Marathon. 2003 wurde sie Vierte in Pjöngjang und gewann den Palermo-Marathon.  2006 siegte sie in Pjöngjang, 2007 wurde sie dort Dritte und Fünfte beim Peking-Marathon, und 2008 belegte sie den zehnten Platz beim Xiamen-Marathon.
Zweimal nahm sie am Marathon der Olympischen Spiele teil: 2004 in Athen kam sie auf Rang 56 und 2008 in Peking auf Rang 48.